# Jadwiga Marcinowska
Jadwiga Marcinowska, född 1877, död 1943, var en polsk feminist. 
Hon var en av grundarna av Liga Kobiet Polskich 1913.  